# Касола
Касо̀ла (на италиански: Cassola; на венециански: Cassoła, Касола) е град и община в Северна Италия, провинция Виченца, регион Венето. Разположен е на 92 m надморска височина. Населението на общината е 14 619 души (към 2015 г.).